# Universidad de Old Dominion

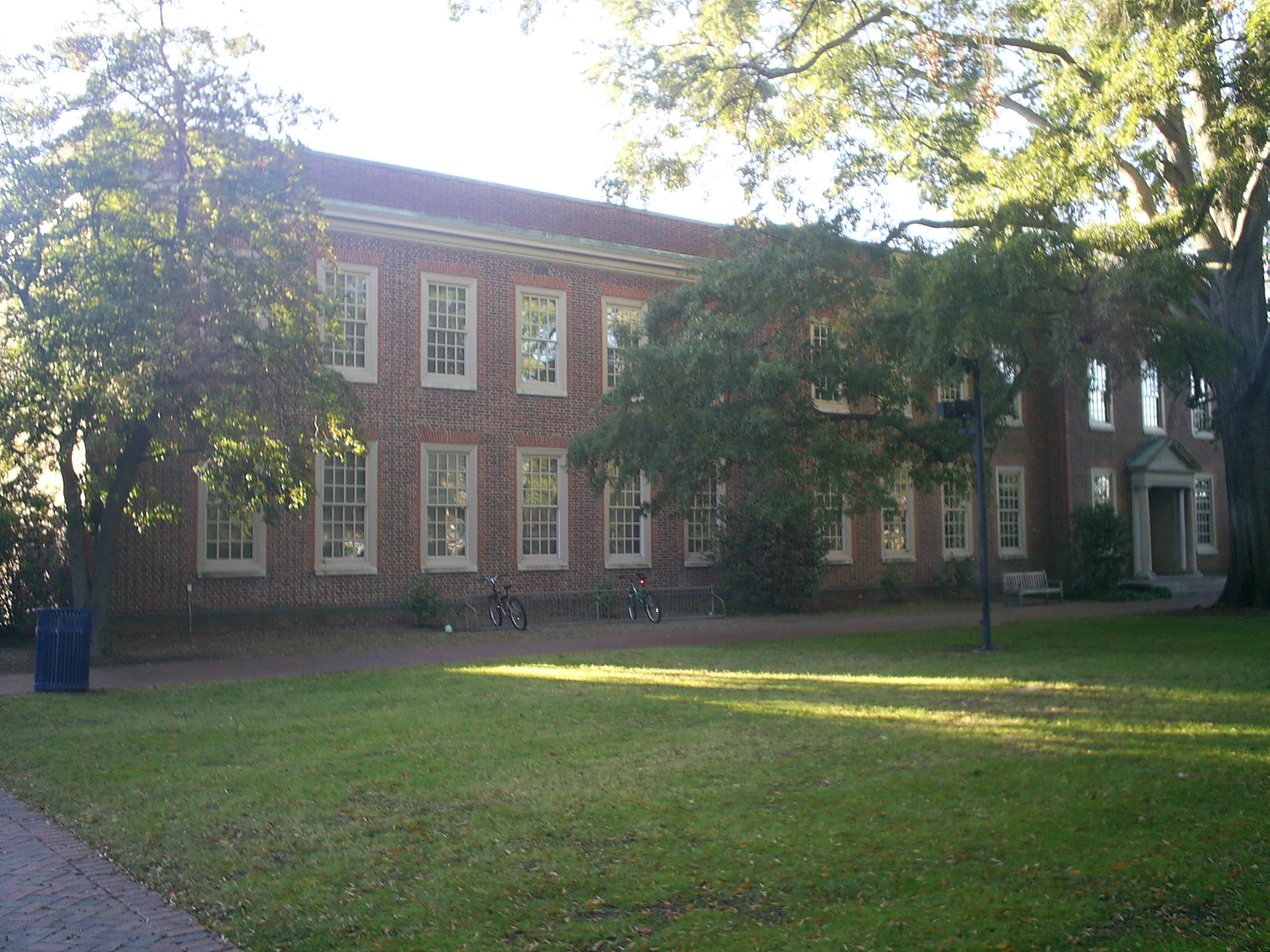
Campus de Old Dominion

La Universidad de Old Dominion (Old Dominion University en inglés) es una universidad pública ubicada en Norfolk, Virginia (Estados Unidos). Su nombre se debe a que Old Dominion era la denominación que recibía el territorio de Virginia, por decisión de Carlos II de Inglaterra en agradecimiento a su lealtad a la corona durante la revolución inglesa.  
Oferta 168 titulaciones de pregrado y de postgrado a unos 24.000 estudiantes.

## Historia
Se fundó en 1930 como el campus del College of William and Mary en Norfolk, para convertirse en Old Dominion College en 1962 y Universidad de Old Dominion en 1969. 

## Deportes
Old Dominion compite en la Conference USA de la División I de la NCAA.